# František Verosta
František Verosta (6. prosince 1909 – 1. říjen 1978) byl český a československý politik Komunistické strany Československa a poslanec Ústavodárného Národního shromáždění.

## Biografie
V roce 1946 se uvádí jako mistr krejčovský, člen prezídia Ústředního svazu českého řemesla a člen Zemské Jednoty krejčích, bytem Brno.
V parlamentních volbách v roce 1946 byl zvolen poslancem Ústavodárného Národního shromáždění za KSČ. V parlamentu setrval do konce funkčního období, tedy do voleb do Národního shromáždění roku 1948.
V srpnu 1948 patřil mezi signatáře dopisu, v němž se několik členů krajské organizace KSČ v Brně obrátilo na Ústřední výbor Komunistické strany Československa s protestem proti praktikám brněnského funkcionáře Otto Šlinga. Klement Gottwald pověřil vyšetřením záležitosti zvláštní komisi. Ta ale nezjistila, že by se obvinění zakládala na pravdě, a konstatovala, že autoři petice porušili stranickou kázeň. Verosta byl proto vyloučen z KSČ.